# いて座オメガ星
いて座ω星（いてざオメガせい、ω Sagittarii, 略称ω Sgr）は、いて座の恒星で5等星。同じいて座にあるオメガ星雲 (M17、NGC6618) とは名前が似ているだけで異なる天体である。

## 名称
固有名のTerebellumは、古いラテン語で「四辺形」を意味する言葉に由来する。これは元々ω星、A星、b星、c星の4つの星で構成される小さな四辺形のことを指しており、トレミーのアルマゲストにもτετράπλευρονという名前で記載されている。2017年9月5日、国際天文学連合の恒星の命名に関するワーキンググループ (Working Group on Star Names, WGSN) は、いて座ω星Aの固有名として、Terebellum を正式に承認した。